# Villa Elisa (Uccle)
Pour les articles homonymes, voir Villa Elisa.
La Villa Elisa est un bâtiment de style Art nouveau édifié par l'architecte Victor Taelemans à Uccle, une commune de Bruxelles en Belgique.

## Localisation
L'édifice est situé au numéro 8 de l'avenue Winston Churchill, dans un quartier riche en immeubles de style Art nouveau : Hôtel Hannon, Hôtel Vandenbroeck, maison-atelier du sculpteur Fernand Dubois, maison-atelier du peintre Paul Verdussen, maison les Hiboux, maison-atelier Louise de Hem, maison Bruno Schmidt, maison personnelle de Jean-Baptiste Dewin...

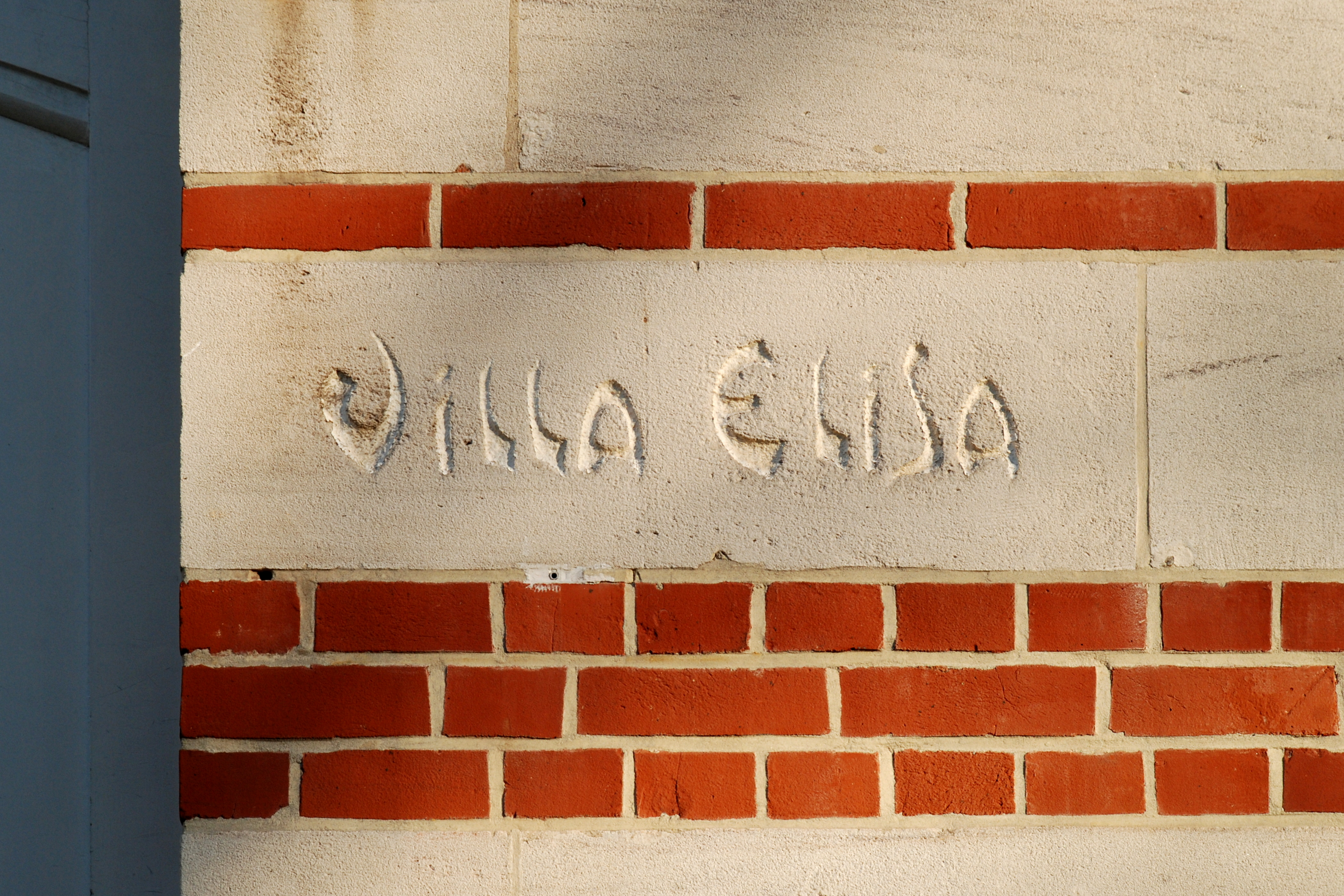
Villa Elisa.

## Historique
La Villa Elisa a été édifiée par Victor Taelemans en 1899, soit un an après la Maison Liétart (rue de Pavie, 32) et la même année que les deux autres maisons Art nouveau situées dans le quartier des Squares, rue Philippe le Bon et avenue Michel-Ange.
Elle fait l'objet d'un classement comme monument historique depuis le 13 juillet 2006 sous la référence 2311-0139/0.

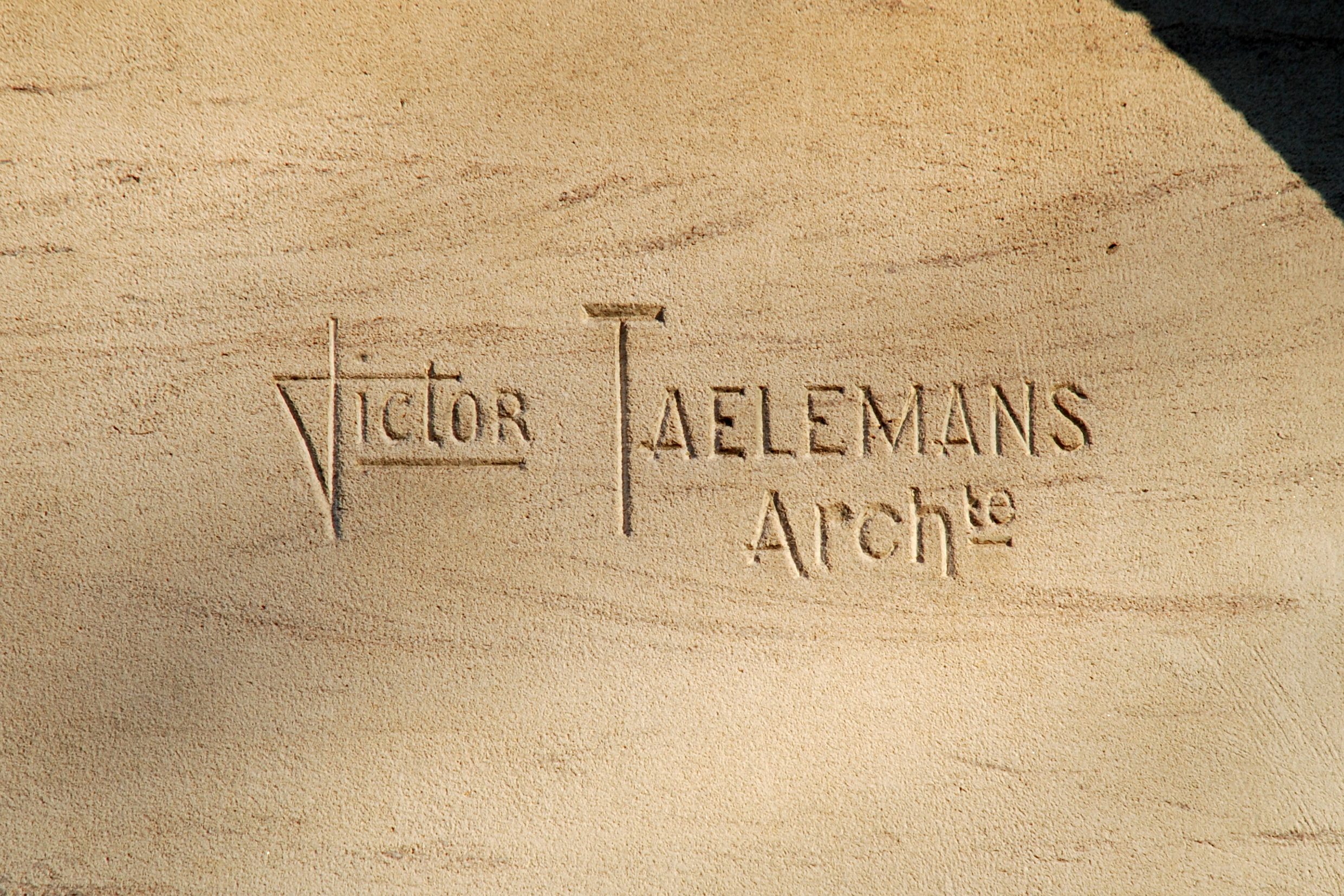
La signature de l'architecte.

## Architecture

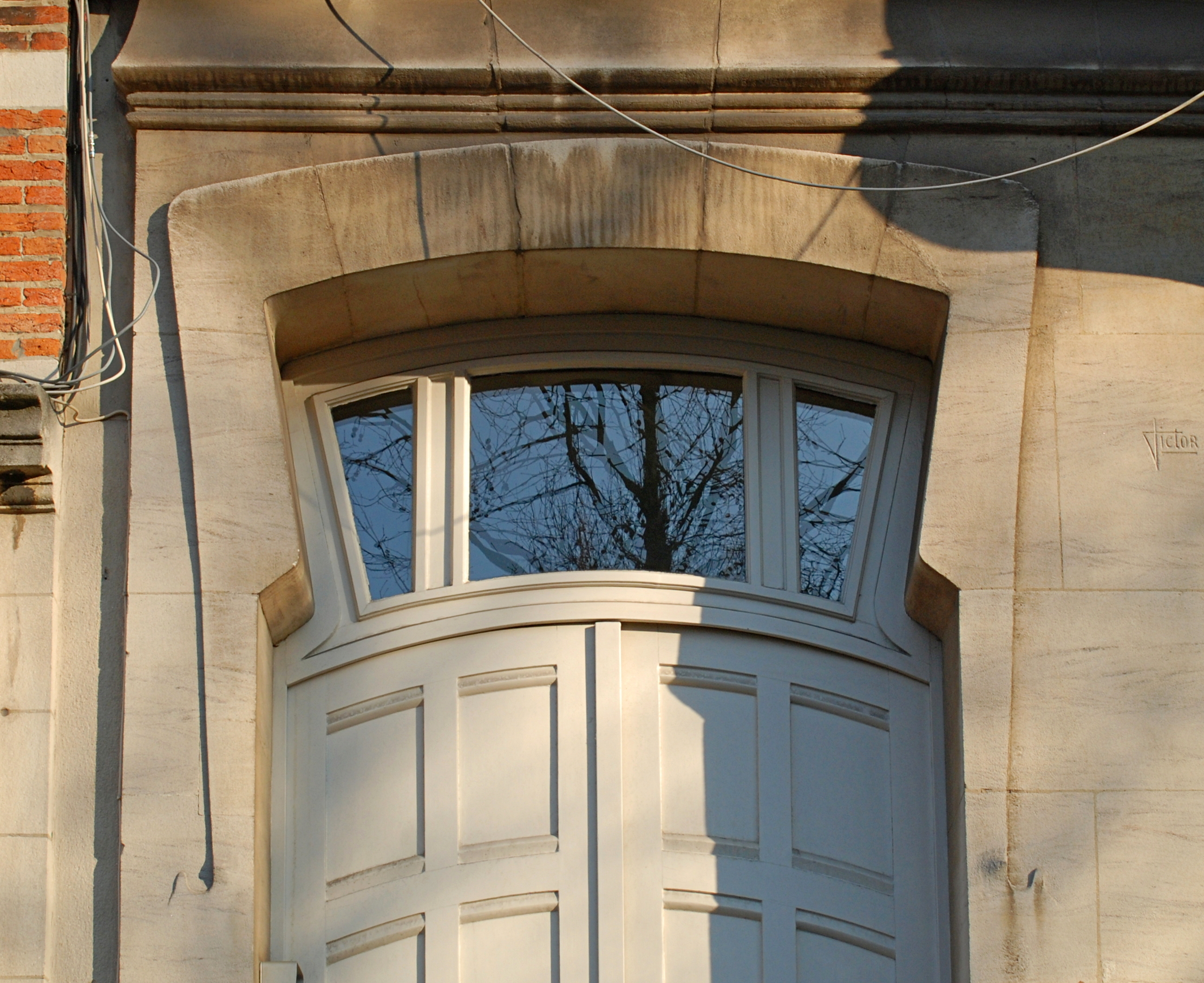
L'imposte de la porte d'entrée.

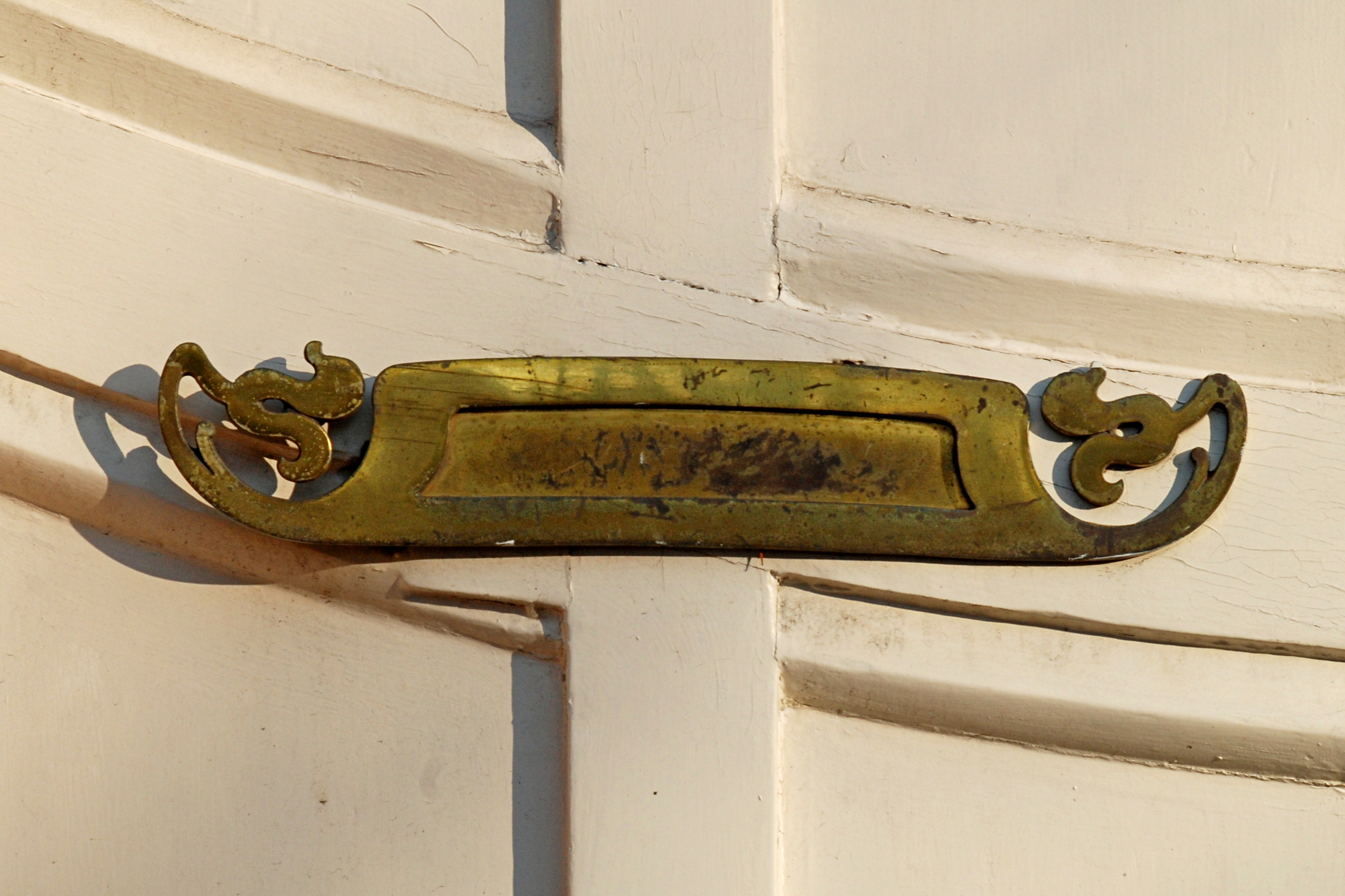
La boîte aux lettres.

### Maçonnerie
La Villa Elisa présente une belle façade de pierre blanche rythmée par plusieurs bandeaux de briques rouges à chaque niveau, le tout sur un soubassement de pierre bleue.

### Travée d'entrée
Au rez-de-chaussée, un escalier en pierre bleue mène à la porte d'entrée qui est ornée d'une belle boîte aux lettres aux motifs floraux typiquement Art nouveau. La porte est sommée d'une fenêtre d'imposte de forme évasée dont l'encadrement en pierre blanche s'élance depuis les piédroits de la porte pour prendre de plus en plus de relief et se terminer en arc surbaissé.
À droite de la porte sont gravés dans la pierre blanche le nom de la « Villa Elisa » ainsi que la signature « Victor Taelemans Archte», au design très soigné.
La porte d'entrée est surmontée, au premier étage, d'une fenêtre à imposte évasée et linteau droit et, au deuxième étage, d'une fenêtre à imposte évasée et arc surbaissé.

### Travée principale
La travée principale présente un bel alignement dont l'élément principal est l'oriel. Le rez-de-chaussée est percé d'une fenêtre tripartite à l'imposte similaire à celle de la porte d'entrée, précédée d'une grille en fer forgé aux motifs Art nouveau purement géométriques.
Deux puissantes consoles s'élancent de part et d'autre de cette fenêtre pour soutenir un oriel de section rectangulaire qui se termine par un balcon dont le garde-corps en fer forgé présente lui aussi des motifs typiques de l'Art nouveau géométrique.
Le dernier niveau est percé d'une fenêtre à imposte évasé dont l'encadrement de pierre rappelle fortement celui de la porte d'entrée et se termine en arc surbaissé.
La façade se termine par une corniche en forte saillie supportée par quatre corbeaux.

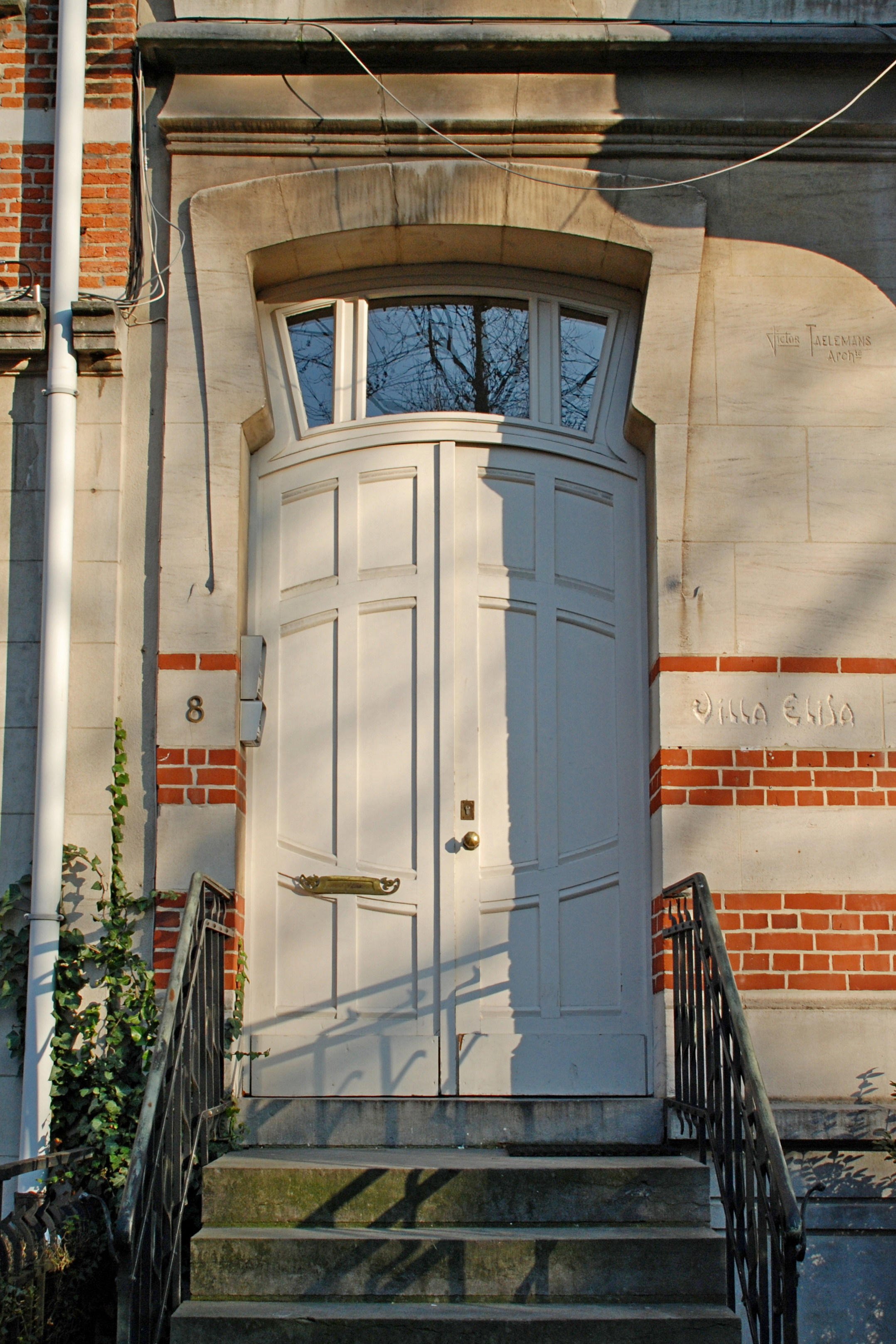
La porte d'entrée .
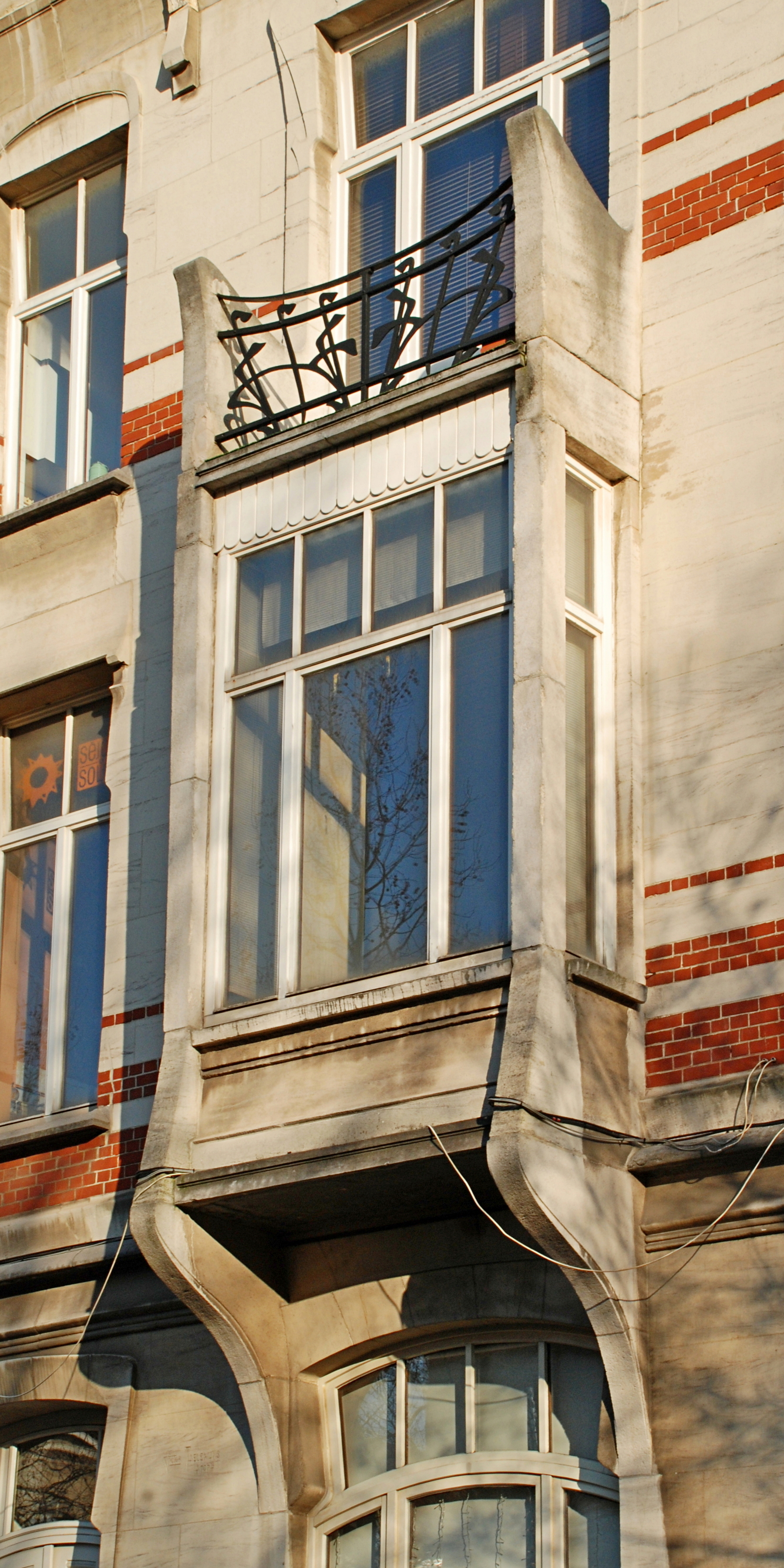
L'oriel.
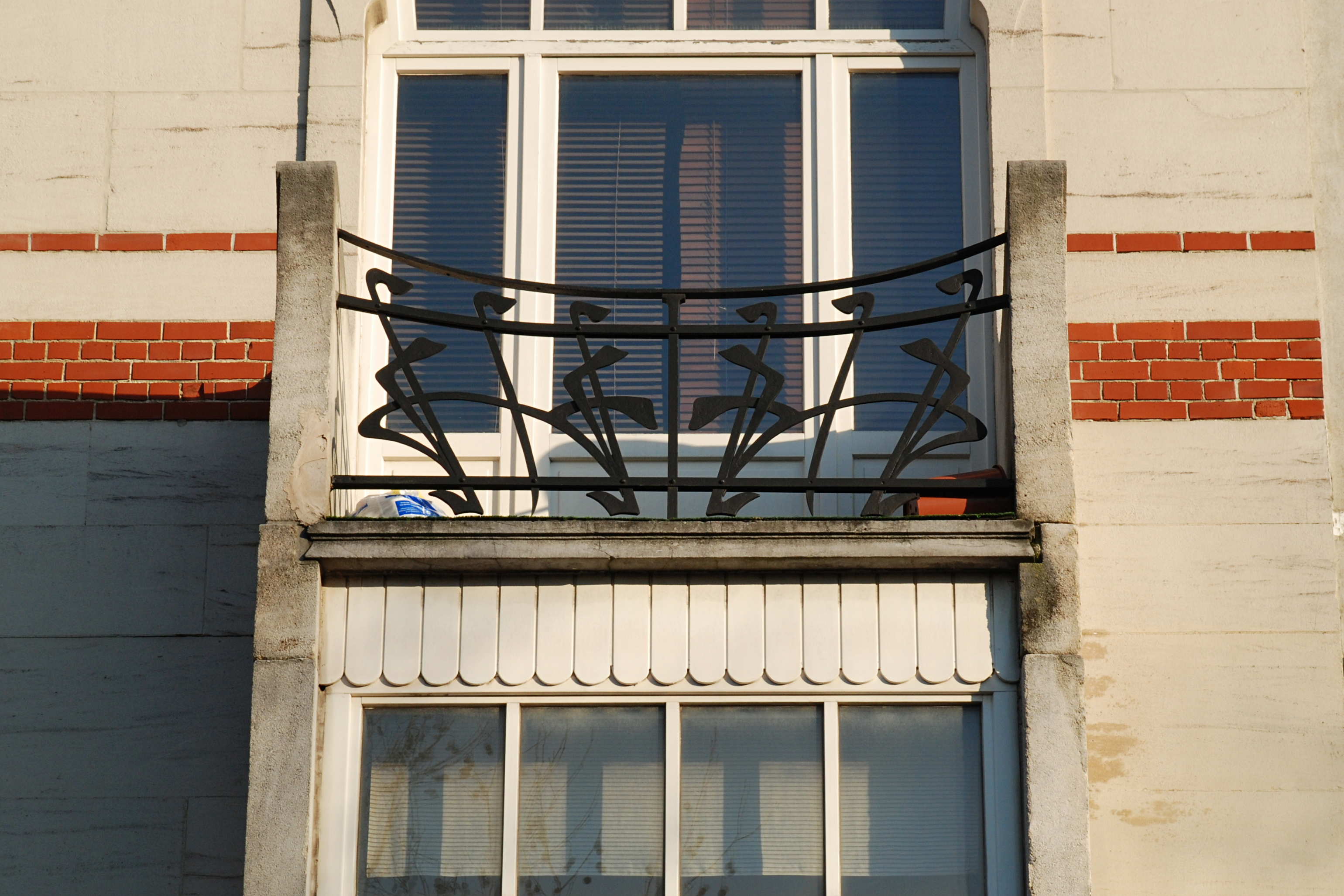
Le balcon de l'oriel.
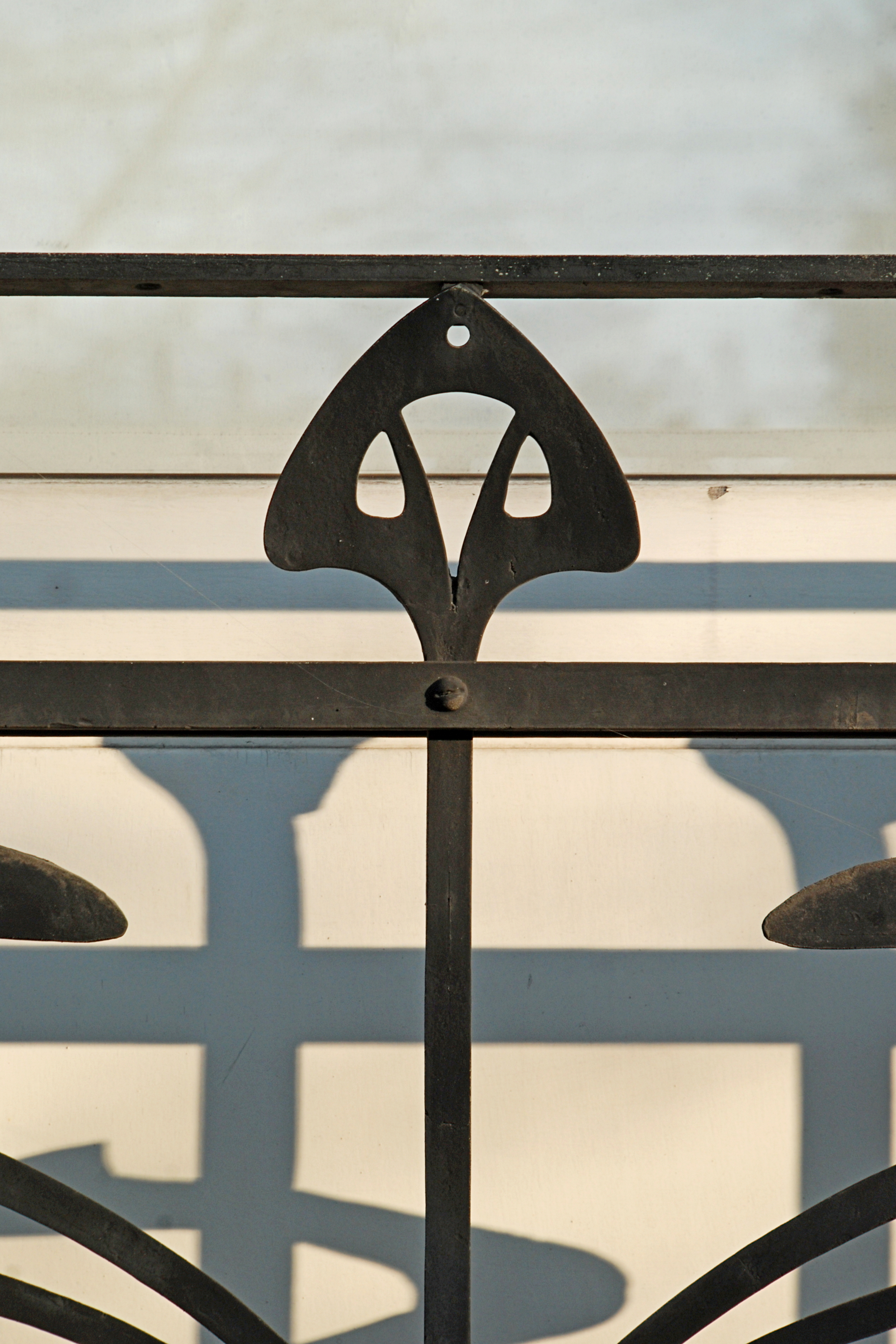
Fer forgé du rez.